# Błagojewgrad (stacja kolejowa)
Błagojewgrad (bułg. Железопътна гара Благоевград) – stacja kolejowa w miejscowości Błagojewgrad, w obwodzie Błagojewgrad, w Bułgarii. Znajduje się na ważnej magistrali kolejowej Sofia – Saloniki.
Na stacji zatrzymują się wszystkie pociągi osobowe i ekspresowe, kursujące do i z dworca kolejowego w Sofii.

## Linie kolejowe
Sofia – Saloniki